# Lethrinops albus
Lethrinops albus — вид окунеподібних риб родини цихлові (Cichlidae), використовується як акваріумна рибка.

## Поширення
Ендемічний вид для озера Малаві, де досить поширена на середній глибині над кам'янистим рифом.

## Опис
Це дрібна риба, що сягає 16,5 см завдовжки..

## Спосіб життя
Живиться безхребетними, яких шукає серед каміння. Нерест проходить у травні-червні.